# 第73ヘリコプター海洋打撃飛行隊 (アメリカ海軍)
第73ヘリコプター海洋打撃飛行隊（だい73ヘリコプターかいようだげきひこうたい、英: Helicopter Maritime Strike Squadron 73、略称：HSM-73）は、アメリカ海軍太平洋艦隊ヘリコプター海洋打撃航空団隷下のヘリコプター部隊。愛称はバトルキャッツ。1984年10月5日に第43軽ヘリコプター対潜飛行隊（英: Anti-Submarine Squadron Light 43、略称：HSL-43）として編成され、2012年2月1日に第73ヘリコプター海洋打撃飛行隊へ改編された。カリフォルニア州ノースアイランド海軍航空基地に所在し、空母「ニミッツ（USS Nimitz, CVN-68）」艦載の第17空母航空団を構成する飛行隊になっている。哨戒ヘリコプターとしてMH-60Rを運用する。

## 歴代運用機
- 哨戒ヘリコプター
  - SH-60B
  - MH-60R

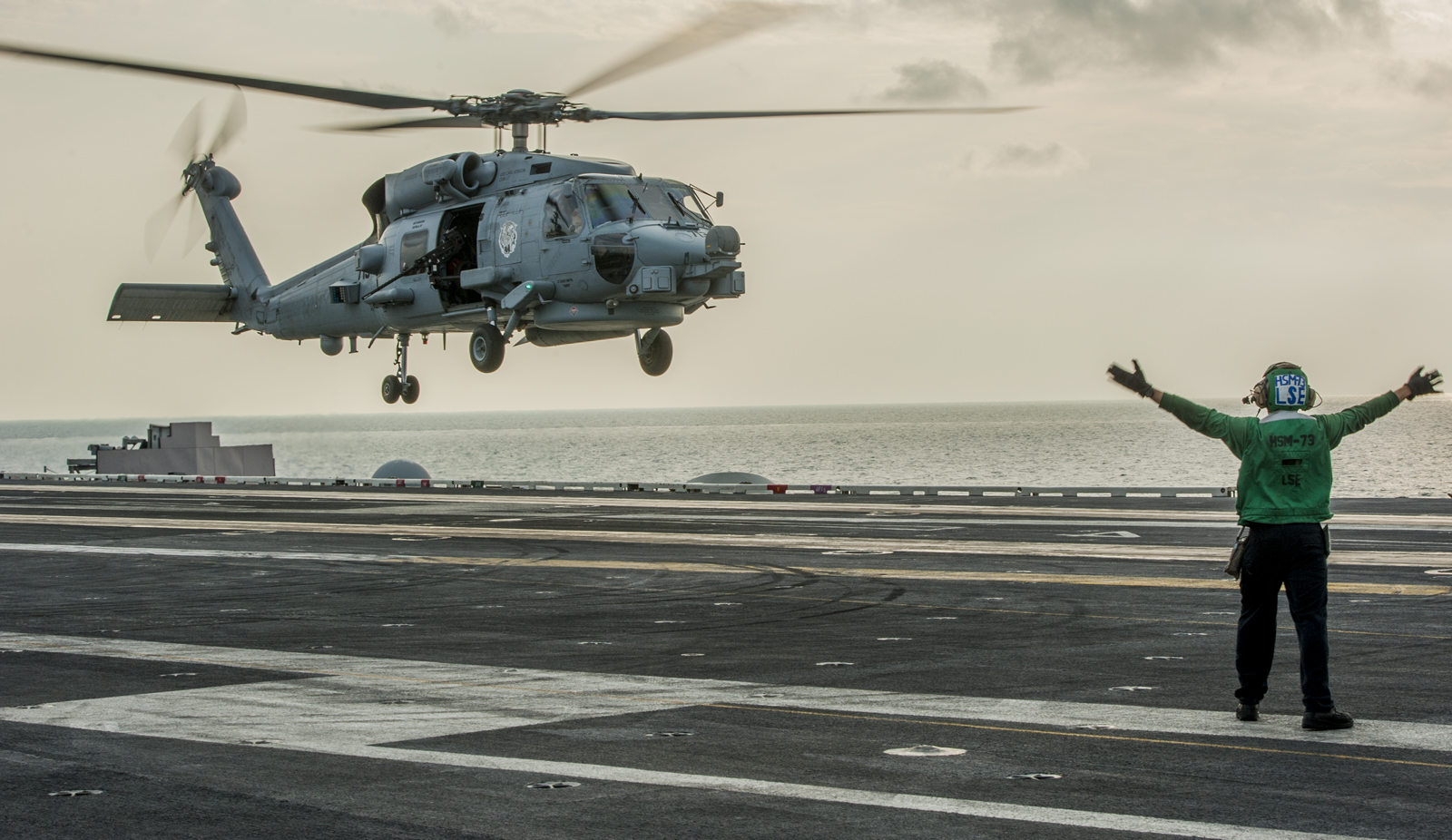
HSM-73が運用するMH-60R